# Trochomorpha apia
Trochomorpha apia es una especie de molusco gasterópodo de la familia Zonitidae en el orden de los Stylommatophora.

## Distribución geográfica
Es  endémica de Samoa Americana.